# Roger Goldsworthy (Politiker)
Hon. Eric Roger Goldsworthy, AO (* 17. Juli 1929 in Lameroo, South Australia; † 1. Juli 2025) war ein australischer Politiker der Liberal Mouvemant und später der Liberal Party, der zwischen 1970 und 1992 Mitglied des South Australian House of Assembly sowie zeitweise Minister war. Er war von 1975 bis 1990 stellvertretender Vorsitzender der Liberal Partei von South Australia und zwischen 1979 und 1982 stellvertretender Premier dieses Bundesstaates.

## Leben
Eric Roger Goldsworthy, Sohn von Ottho Eric Goldsworthy und dessen Ehefrau Lillie May Nicholls Goldsworthy, absolvierte nach dem Schulbesuch ein Studium der Fächer Physik, Chemie, Mathematik und Geologie an der University of Adelaide, welches er mit einem Bachelor of Science (BS) beendete. Nachdem er die Lehramtsprüfung mit einem Diploma in Teaching abgeschlossen hatte, war er als Sekundarschullehrer sowie außerdem als Farmer tätig.
Bei der Wahl am 30. Mai 1970 wurde Goldsworthy für die Liberal and Country League (LCL) im neu geschaffenen Wahlkreis Kavel erstmals zum Mitglied der South Australian House of Assembly gewählt, des Unterhauses des Parlaments von South Australia, wobei er seit dem 22. Juli 1974 der aus der LCL hervorgegangenen Liberal Party angehörte. Er vertrat diesen Wahlkreis bis zu seinem Mandatsverzicht am 8. April 1992, woraufhin sein Parteifreund, der spätere Premier John Olsen bei der dadurch notwendigen Nachwahl (By-election) im Wahlkreis Kavel am 9. Mai 1992 wieder zum Mitglied im South Australian House of Assembly gewählt wurde. Er fungierte zwischen 1970 und 1973 als Vertreter des Parlaments im Rat der University of Adelaide und im Anschluss in der Legislativversammlung vom 19. Juni 1973 bis zum 4. August 1975 als Mitglied des Ausschusses für öffentliche Finanzen (Public Accounts Committee).
Als Nachfolger von John Coumbe wurde Roger Goldsworthy am 24. Juli 1975 als Deputy Leader of the South Australian Liberal Party stellvertretender Vorsitzender der Liberal Partei dieses Bundesstaates und behielt diese Funktion bis zum 12. Januar 1990, woraufhin Stephen Baker diese Position übernahm. Er war damit Stellvertreter der damaligen Parteivorsitzenden David Tonkin (24. Juli 1975 bis 10. November 1982) beziehungsweise dessen Nachfolger John Olsen (10. November 1982 bis 12. Januar 1990). Während dieser Zeit war er zwischen dem 25. Juli 1975 und dem 14. September 1979 als Deputy Leader of the Opposition erstmals stellvertretender Oppositionsführer in der Legislativversammlung.
Nach dem Sieg der Liberal Party bei der Wahl am 15. September 1979 wurde Goldsworthy am 18. September 1979 in die Regierung von Premier David Tonkin berufen und fungierte in dieser bis zum 10. November 1982 zeitgleich als stellvertretender Premier (Deputy Premier) sowie als Minister für Bergbau und Energie (Minister of Mines and Energy). Als Verkehrsminister war er maßgeblich am Bau der O-Bahn Adelaide verantwortlich. Am 13. Januar 1983 wurde ihm der Höflichkeitstitel The Honourable verliehen. Während seiner Amtszeit als Bergbau- und Energieminister wurde 1979 die südaustralische Bergwerks- und Energiekammer SACOME (South Australian Chamber of Mines and Energy) gegründet. Ferner erfolgte die Vorbereitung des Olympic Dam, ein Bergwerk und Verarbeitungszentrum für Kupfer, Uran, Gold und Silber, das 1988 in Betrieb genommen wurde und derzeit das größte untertägige Bergwerk Australiens ist, sowie für Maßnahmen am Cooperbecken. Nach der Niederlage der Liberalen bei den Wahlen am 6. November 1982 war er zwischen dem 8. Dezember 1982 und dem 7. Dezember 1989 abermals stellvertretender Oppositionsführer in der Legislativversammlung.
Nach seinem Ausscheiden aus dem House of Assembly war Roger Goldsworthy unter anderem für die Commonwealth-Regierung Vorsitzender einer Studie zur Infrastruktur des Gawler-Kraton, der reich an Bodenschätzen sowie Rohstoffvorkommen ist, sowie Mitglied einer von der südaustralischen Regierung eingesetzten Task Force zur Wiederbelebung der Bergbauindustrie in diesem Bundesstaat. Darüber hinaus war er Mitglied des Entwicklungsausschusses der Ressourcenindustrie RIDB (Resources Industry Development Board), der 2000 von der südaustralischen Regierung zur Förderung des Wachstums des Mineral- und Erdölressourcensektors und seines Beitrags zur Wirtschaft des Bundesstaates gegründet wurde. Für seine Verdienste um das Parlament Südaustraliens und die Gemeinschaft wurde er im Rahmen des Australia Day am 26. Januar 1997 zum Officer des Order of Australia (AO) ernannt. Für seine Verdienste als Abgeordneter, Minister und stellvertretender Premier wurde ihm am 1. Januar 2001 anlässlich des 100-jährigen Bestehens des Australischen Bundes außerdem die Centenary Medal verliehen.
Aus seiner Ehe mit Lynette Chapman Goldsworthy ging sein Sohn Mark Goldsworthy (* 1956) hervor, der zwischen 2002 und 2018 für die Liberal Party ebenfalls den Wahlkreis Kavel im South Australian House of Assembly vertrat. Sein Schwager Grant Chapman (* 1949) war für die Liberale Partei zwischen 1975 und 1983 Mitglied des Australischen Repräsentantenhauses sowie als Vertreter von South Australia von 1987 bis 2008 Mitglied des Australischen Senats.

## Hintergrundliteratur
- Parliament of South Australia: Statistical Record of the Legislature 1836–2007 (Memento vom 11. März 2019 im Internet Archive)